# 典侍
典侍，是日本古代律令制宮中尚侍所的次官，在尚侍所中地位僅次於尚侍而已。其長官為尚侍，次官為掌侍。
在尚侍侍妾化號之後，典侍的地位往上升，成為尚侍所實際上的最高女官，並同時接替尚侍其所負責的奏請、傳宣一職，但由於其職務之故，和尚侍一樣需常隨侍於天皇面前，故也和尚侍一樣有侍妾化的情形出現，而之後便尤其次官掌侍升等成為尚侍所內的最高女官。雖然如此，典侍仍不算正式的嬪妃位號，但育有皇子女的典侍已有天皇側室（御息所）的地位。

## 帳典侍
在平安時代開始，在新天皇登基之時，新天皇按照中國的例子坐北朝南端坐於玉座，此時天皇面前南面的御帳，會由左右兩位女官來擔任揭開御簾的神聖職務，以讓群臣瞻仰新天皇之顏。
這個職務被稱為帳女王，在宮中眾女官中是一個崇高的職務，多由親王之女，也就是某位女王來擔任，由於此職務之榮耀和地位之高，是各位女王們都很願意擔任的職務。
帳女王自從平安時代開朝第一位桓武天皇起，此後至明治天皇為止，和歷代天皇共相隨，和伊勢齋宮及賀茂齋院比起，是更加久遠的神道儀式之一。一開始，左右兩側揭簾的職務都由女王擔任，但自平安朝後，變成了左側的揭帳職務由女王擔任，而右側的接帳職務則由典侍來擔任的慣例。
而被選為擔任右側揭帳職務的典侍將被稱為帳典侍，典侍在尚侍所地位僅次於最高女官的尚侍，是尚侍所的次官，因此，女官被選為帳典侍，其地位無疑的直接升為典侍，而若是典侍被選為帳典侍，那麼這位典侍的地位也將在諸多典侍中有所提高，因為她曾擔當「新帝登基宣告」的神聖職務。
| 前一位階： 尚侍 | 日本後宮位階表 | 次一位階： 掌侍 |